# Mossberg 464
La Mossberg model 464 est une carabine à répétition à levier (en) fabriquée depuis 2008 par Mossberg. Elle est disponible en deux calibres : .30-30 Winchester et .22 Long Rifle.

## Caractéristiques

### Version .30-30 Winchester
- Longueur totale : 97,8 cm
- Poids : 3 kg
- Longueur du canon : 50,8 cm
- Calibre : .30-30 Winchester
- Magasin : tubulaire, capacité de sept balles (une dans la chambre et six dans le magasin)
- Finition : Acier bleui et bois

### Version .22 Long Rifle
- Longueur totale : 98,4 cm
- Poids : 2,5 kg
- Longueur du canon : 45,7 cm
- Calibre : .22 Long Rifle
- Magasin : tubulaire, capacité de 13 balles (une dans la chambre et douze dans le magasin)
- Finition : Acier bleui et bois